# 沃夫恰河 (北頓涅茨河支流)
沃夫恰河（俄语：Волчья），是東歐的河流，流經俄羅斯的別爾哥羅德州和烏克蘭的哈爾科夫州，屬於北頓涅茨河的左支流，河道全長90公里，流域面積1,340平方公里。